# Pigna (Alta Córsega)
Pigna é uma comuna francesa na região administrativa de Córsega, no departamento da Alta Córsega. Estende-se por uma área de 2,21 km². 